# اویالیزینگ
اویالیزینگ (به انگلیسی: Avialeasing) یک شرکت هواپیمایی با کد یاتا V2 است که در تاریخ ۱۹۹۲ میلادی تأسیس شده‌است. دفتر مرکزی اویالیزینگ در تاشکند، ازبکستان واقع شده‌است و قطب این شرکت هواپیمایی در فرودگاه بین‌المللی تاشکند قرار دارد و به ۴ مقصد، پرواز مستقیم انجام می‌دهد.